# Isopycne
Une isopycne est une ligne joignant les points de même densité dans un fluide. Les isopycnes sont souvent affichées graphiquement pour aider à visualiser les couches de stratification d'eau dans l'océan ou les gaz dans l'atmosphère terrestre de la même manière que les courbes de niveau sont utilisées dans les cartes topographiques pour aider à visualiser la topographie. Ce concept est plus souvent utilisé en océanographie mais peut être utilisé aussi en météorologie.

## Usages

### Océanographie
En océanographie, les isopycnes sont utilisés pour afficher la distribution verticale de la densité de l'eau. Dans un plan d'eau, à mesure que la profondeur augmente, la densité augmente aussi. Différents degrés de salinité, de température et de pression agissent pour modifier la densité de l'eau, et l'eau la plus dense se trouve toujours en dessous de l'eau la moins dense,. Ceci crée des couches d'eau distinctes avec des propriétés physiques différentes.
Dans cette stratification de l'eau, les strates sont maintenues en place par les grandes différences de propriétés physiques et chimiques entre les couches ce qui empêche le mélange. La turbulence peut perturber les limites entre les couches, les faisant se courber, ce qui fait apparaître des variations locales dans la valeur des isopycnes. Ces variations peuvent être utilisées par les océanographes pour identifier la force qui a causé la perturbation sous-marine.
Le flotteur à flottabilité neutre utilisé par les océanographes et les militaires, tant qu'il est passif va suivre un isopycne.

### Météorologie
Dans la troposphère, l'humidité, la température et la pression modifient la densité de l'air mais le mélange des gaz qui la composent est plus homogène. En météorologie, les isopycnes ne sont donc pas aussi souvent utilisées qu'en océanographie, car les gradients de densité observés dans cette couche sont généralement graduels, contrairement aux plans d'eau stratifiés. 
Leur usage est plus pertinent pour déterminer le passage entre couches gazeuses de composition différente dans l'atmosphère, comme le passage à l'ionosphère, ou la présence de couches stables d'inversion de température comme la tropopause. 